# Агроґрунтове районування
Агроґрунтове районування — поділ території на ґрунтово-біокліматичні пояси, області, агроґрунтові зони, підзони, провінції, підпровінції, райони, підрайони, мікрорайони, що відображає основні закономірності поширення переважаючих ґрунтів.